# Bultaco Campera
La Bultaco Campera fou un model de motocicleta fora d'asfalt fabricat per Bultaco entre 1961 i 1972. Al llarg de la seva vida comercial se'n produïren diverses versions en quatre cilindrades (125, 155, 175 i 200 cc), totes elles amb les següents característiques generals: motor de dos temps monocilíndric refrigerat per aire, bastidor de simple bressol, frens de tambor i amortidors de forquilla convencional davant i telescòpics darrere.
Inicialment, la Campera fou una versió barata de la Sherpa N (un model "rural" aparegut el 1960) adreçada a un públic genèric, però més endavant s'anà especialitzant com a moto destinada als funcionaris públics que treballaven al camp -guardes forestals i altres-, ja que Bultaco aconseguí contractes de subministrament per a diverses entitats dependents dels corresponents ministeris franquistes.

## Història
El 1960, Bultaco llançà una de les seves primeres motos de fora d'asfalt, la Sherpa N, equipada amb el motor de la 155. Era una moto pensada per a l'ús en zones rurals amb camins en males condicions -amb aquesta finalitat, sacrificava una mica la velocitat punta a fi de tenir un major poder d'ascensió i capacitat de passar rius a gual. El 1961, en un intent d'acostar aquesta moto a un públic més ampli, la marca en creà una versió econòmica que anomenà "Campera".
La primera Campera era una adaptació de la Mercurio 125 (un model llançat el mateix 1961), a la qual se li introduïren petits canvis per tal d'adaptar-la a l'entorn natural: manillar més ample, radi de gir menor, canvi de marxes diferent, tub d'escapament aixecat (passava sota el seient), motor amb més "baixos" (potència a baixes revolucions), cavallet especial i centre de gravetat més baix. Malgrat tot, la Campera era pràcticament una Mercurio "disfressada"; de fet, era tan semblant que se li assignà un identificador de model dependent (la Mercurio 125 era el Model 7 i la Campera, el 7-1) i es comptabilitzaren les unitats fabricades de tots dos models com un de sol. Les Campera eren motocicletes molt bàsiques perquè la majoria de les fabricades anaven destinades a organismes oficials (per a guardes forestals, treballadors d'embassaments, etc.) i, per tant, calia presentar ofertes molt econòmiques als concursos públics en què es decidia el proveïdor de la nova remesa de motocicletes.

## Versions

### Llista de versions produïdes
| Id. Model | Versió       | Cilindrada | Anys        | Núm. Sèrie        | Pintura dipòsit    |
| --------- | ------------ | ---------- | ----------- | ----------------- | ------------------ |
| 7-1       |              | 125        | 1961 - 1962 | 700.001 - 709.177 | Blau i argentat    |
|           |              |            |             |                   |                    |
| 9-1       |              | 155        | 1963 - 1965 | 900.001 - 921.899 | Blau i argentat    |
| 9-1       |              | 200        | 1963 - 1965 | 900.001 - 921.899 | Blau i argentat    |
|           |              |            |             |                   |                    |
| 21-36     | USA          | 175        | 1966 - 1969 | 21.000.001        | Vermell i argentat |
| 21N-37    | National     | 175        | 1966 - 1969 |                   | Vermell i argentat |
| 21T-37    | Agricultura  | 175        | 1966 - 1969 |                   | Vermell i argentat |
|           |              |            |             |                   |                    |
| 28        | Mk2 USA      | 175        | 1969 - 1972 | 28.000.001        | Vermell            |
| 57        | Mk2 National | 175        | 1969 - 1972 | 28.000.001        | Vermell            |
| 1T-57     | Mk2          | 125        |             |                   | Vermell            |
|           |              |            |             |                   |                    |
| 79        | Agricultura  | 175        | 1972        | 79.000.001        | Vermell i argentat |

Notes
1. ↑  Inclou les Mercurio 125
2. ↑  Inclou les Mercurio 155
3. ↑  Parafang anterior aixecat i rodes de tacs
4. ↑  També codificada directament amb el número de model 36
5. ↑  També codificada directament amb el número de model 37
6. ↑  Suspensions posteriors vermelles

### Mod. 7
Fitxa tècnica
| Bultaco Campera 125 | Bultaco Campera 125    | Bultaco Campera 125 |
| --- | ---------------------- | ------------------- |
| | 125                    |                     |
| Id. Model | 7-1                    |                     |
| Núm. Sèrie | 700.001 - 709.177      |                     |
| Anys | 1961 - 1962            |                     |
| CC | 124,98                 |                     |
| Diàmetre x Carrera | 51,5 x 60 mm           |                     |
| Compressió | 9:1?                   |                     |
| CV | 9 a 5.000 rpm?         |                     |
| Carburador | Zenith 18 mm           |                     |
| Canvi | 4 velocitats           |                     |
| Pneumàtic davant | 2,50 x 19"?            |                     |
| Pneumàtic darrera | 2,75 x 19"?            |                     |
| Frens davant | 140 x 30 mm            |                     |
| Frens darrera | 140 x 30 mm            |                     |
| Pes en sec | 83 kg?                 |                     |
| Dipòsit | Blau i argentat (11 l) |                     |
| \| • Altres \| \| ------------------------------------------------------------------------------------------------------ \| \| - Encesa: Volant magnètic FEMSA VAR 125-2 - Longitud total: 1.888 mm - Distància entre eixos: 1.250 mm \| |                        |                     |
| • Altres |                        |                     |
| - Encesa: Volant magnètic FEMSA VAR 125-2 - Longitud total: 1.888 mm - Distància entre eixos: 1.250 mm |                        |                     |

1. ↑  Inclou les Mercurio 125

### 155/200 (Mod. 9)
Algunes unitats del model 9 duien el parafang anterior aixecat i rodes de tacs. La resta, però, era idèntica estèticament a l'anterior versió (model 7).
Fitxa tècnica
| • Altres |
| --- |
| - Encesa: Volant magnètic FEMSA VAR 41-5 - Longitud total: 1.980 mm - Distància entre eixos: 1.310 mm - Alçada selló: 775 mm - Manillar (ample x alt): 685 x 940 mm - Velocitat màxima: 95 km/h - Consum: 2,9 l x 100 km |

| • Altres |
| --- |
| - Encesa: Volant magnètic FEMSA VAR 41-5? - Longitud total: 1.980 mm? - Distància entre eixos: 1.310 mm? - Alçada selló: 775 mm? - Manillar (ample x alt): 685 x 940 mm? |

1. ↑  Inclou les Mercurio 155

### Mod. 21
Fitxa tècnica
| Bultaco Campera | Bultaco Campera                                 | Bultaco Campera |
| --- | ----------------------------------------------- | --------------- |
| | 175                                             |                 |
| Id. Model | 21-36: USA 21N-37: National 21T-37: Agricultura |                 |
| Núm. Sèrie | 21.000.001                                      |                 |
| Anys | 1966 - 1969                                     |                 |
| CC | 174,773                                         |                 |
| Diàmetre x Carrera | 60,9 x 60 mm                                    |                 |
| Compressió | 10:1                                            |                 |
| CV | 16 a 6.100 rpm                                  |                 |
| Carburador | Zenith 22 mm                                    |                 |
| Canvi | 4 velocitats                                    |                 |
| Pneumàtic davant | 3,25 x 18"                                      |                 |
| Pneumàtic darrera | 3,25 x 18"                                      |                 |
| Frens davant | 140 x 33 mm                                     |                 |
| Frens darrera | 140 x 35 mm                                     |                 |
| Pes en sec | 100 kg                                          |                 |
| Dipòsit | Vermell i argentat (10 l)                       |                 |
| \| • Altres \| \| ------------------------------------------------------------------------------------------------------------------------------------------------------------------ \| \| - Encesa: Plat magnètic FEMSA VAR 41-11 - Longitud total: 1.910 mm - Distància entre eixos: 1.275 mm - Alçada selló: 805 mm - Manillar (ample x alt): 700 x 975 mm \| |                                                 |                 |
| • Altres |                                                 |                 |
| - Encesa: Plat magnètic FEMSA VAR 41-11 - Longitud total: 1.910 mm - Distància entre eixos: 1.275 mm - Alçada selló: 805 mm - Manillar (ample x alt): 700 x 975 mm |                                                 |                 |

Notes
1. ↑  El model 21-36 apareix documentat també directament com a 36
2. ↑  El model 21N-37 apareix documentat també directament com a 37

### Mk2
La Campera Mk2 oferia un important canvi d'estètica que l'acostava força a la Lobito Mk3 de 1969. A més, incorporava una nova caixa de canvis de 5 velocitats.
Fitxa tècnica
| • Altres                                                                                             |
| --- |
| - Encesa: Magneto alternador a volant - Longitud total: 1.910 mm? - Distància entre eixos: 1.285 mm? |

| • Altres |
| --- |
| - Encesa: Femsatronic - Longitud total: 1.910 mm - Distància entre eixos: 1.285 mm - Amplada manillar: 770 mm - Velocitat màxima: 110 km/h - Consum: 3 l x 100 km |

### Mod. 79
El model 79 abandonava l'estètica "Lobito" i tornava a la tradicional. Només es diferenciava del model 21 de 1966 pel fet de dur les suspensions posteriors vermelles.
Fitxa tècnica
| Bultaco Campera Agricultura | Bultaco Campera Agricultura | Bultaco Campera Agricultura |
| --- | --------------------------- | --------------------------- |
| | 175                         |                             |
| Id. Model | 79                          |                             |
| Núm. Sèrie | 79.000.001                  |                             |
| Anys | 1972                        |                             |
| CC | 174,773                     |                             |
| Diàmetre x Carrera | 60,9 x 60 mm                |                             |
| Compressió | 10:1                        |                             |
| CV | 14 a 5.500 rpm              |                             |
| Carburador | Zenith 22 MX 22 mm          |                             |
| Canvi | 5 velocitats                |                             |
| Pneumàtic davant | 3,00 x 19"                  |                             |
| Pneumàtic darrera | 3,25 x 18"                  |                             |
| Frens davant | 140 x 35 mm                 |                             |
| Frens darrera | 140 x 40 mm                 |                             |
| Pes en sec | 103 kg                      |                             |
| Dipòsit | Vermell i argentat (10,5 l) |                             |
| \| • Altres \| \| ------------------------------------------------------------------------------------------------------------------------ \| \| - Encesa: Plat magnètic FEMSA VAR 41-44 - Longitud total: 1.910 mm - Velocitat màxima: 105 km/h - Consum: 3,1 l x 100 km \| |                             |                             |
| • Altres |                             |                             |
| - Encesa: Plat magnètic FEMSA VAR 41-44 - Longitud total: 1.910 mm - Velocitat màxima: 105 km/h - Consum: 3,1 l x 100 km |                             |                             |